# Helmut Kickton
Helmut Kickton est un organiste, chef de chœur et multi-instrumentiste allemand, né à Cologne le 28 juin 1956.

## Biographie
Il fait ses études au conservatoire de Cologne et à la Robert-Schumann-Hochschule de Düsseldorf où il fut l’élève de Hans-Dieter Möller et Hartmut Schmidt. Il passe en 1986 son examen avec distinction pour improvisation et histoire de la musique. Les années suivantes, il apprend à jouer la plupart des instruments communs. Il exécute régulièrement de la musique pour orgue, flûte à bec, violon, violoncelle, contrebasse, guitare, trombone et timbales. Depuis 1987, il est organiste, chef de chœur et orchestre à Bad Kreuznach. Inspiré par des sources historiques il dispose depuis 2000 le chœur devant l'orchestre. En 2002  il fonde le kantoreiarchiv pour des partitions de musique libre,. Il a édité plus de vingt mille pages PDF pour chœur, orchestre, flûte à bec, cuivres et orgue.

## Compositions
- Fuge über zwei Kyriethemen für Sequenzer
- Diptychon über „Ave maris stella“ und „Erhalt uns Herr bei deinem Wort“
- Rockludium
- Intrade für 6 Blechbläser über „Veni Creator Spiritus“

## Discographie
- Marcel Dupré: Prélude et fugue en si majeur opus 7 Nr. 1 (Youtube)
- Helmut Kickton: Diptychon
- Orgeltöne 2008

## Galerie

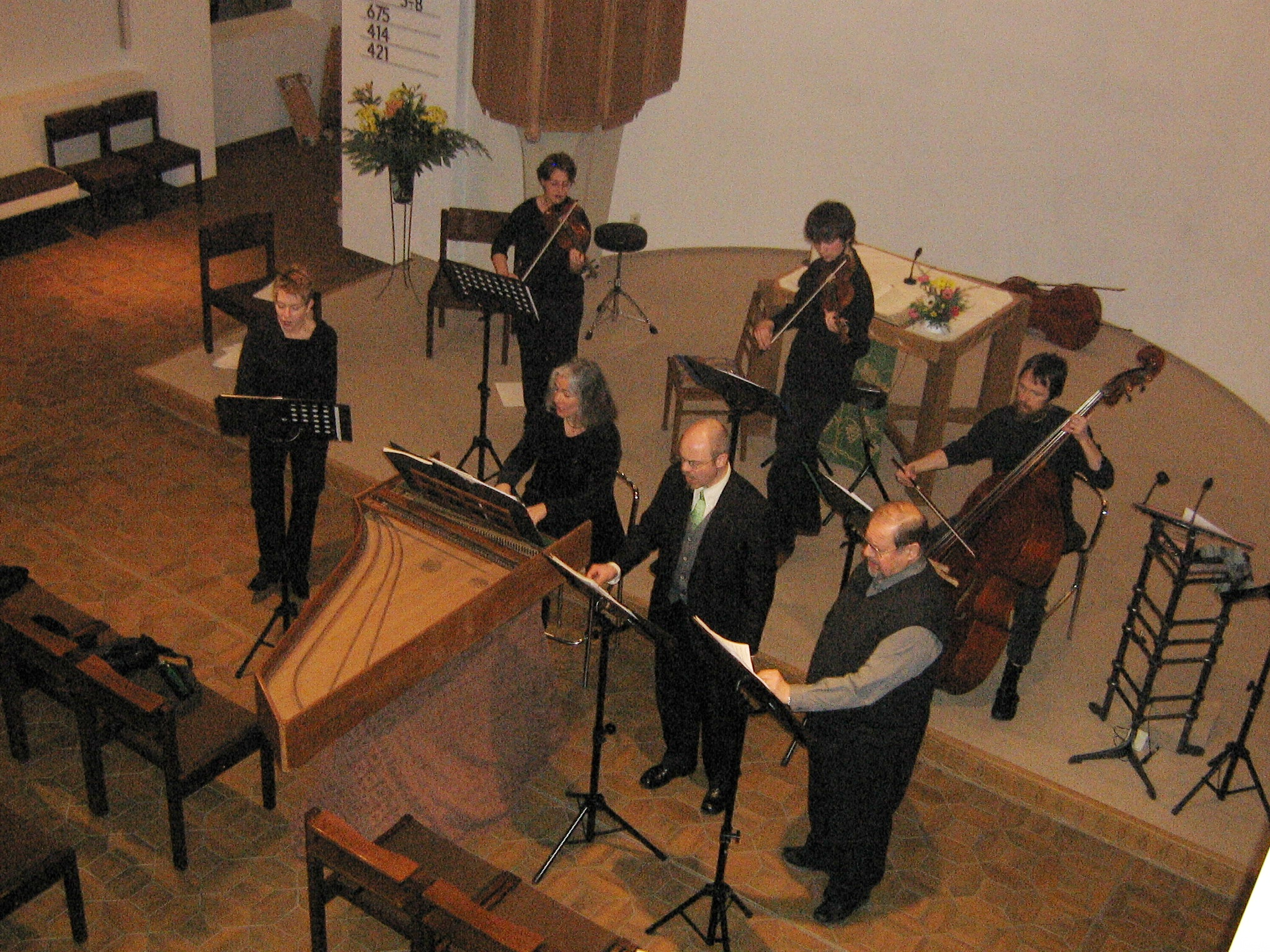
kreuznacher-diakonie-kantorei (Helmut Kickton contrebasse)
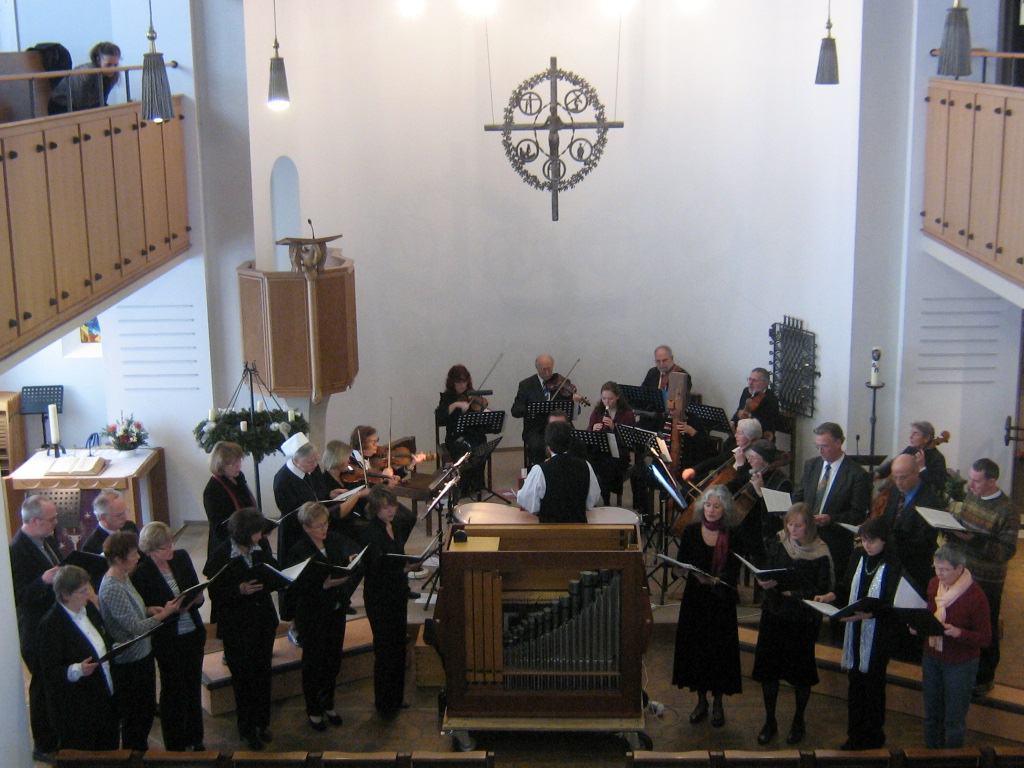
kreuznacher-diakonie-kantorei
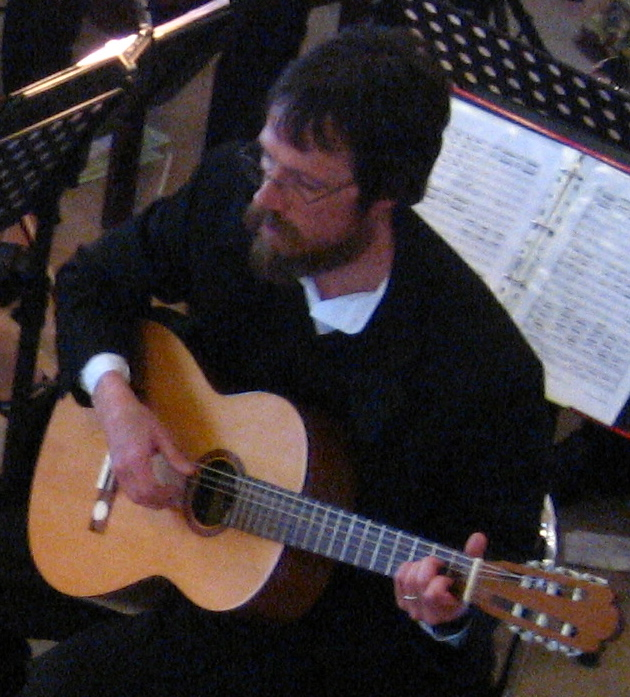
Basso continuo (guitare)